# Campeonato Nacional de Montanha
O Campeonato de Nacional de Montanha (CNM) é principal competição de rampas em Portugal,  organizada pela Federação Portuguesa de Automobilismo e Karting. O Campeão em título é Tiago Reis.
O campeonato é constituído por diversas provas, que consistem em corridas onde cada viatura toma a partida individualmente para efectuar um mesmo percurso até uma linha de chegada situada a uma altitude superior à da linha de partida. Em cada prova geralmente realizam-se 3 subidas, sendo contabilizados os tempos das 2 melhores subidas para determinar a classificação final.
O CNM, está divido entre diversas categorias sendo que apenas as categorias C1 (Viaturas de Produção: Grupo N, Grupo A, Super 2000, Grupo R e GT's) e C2 (Viaturas de competição - Fórmulas e Sport-protótipos até 2000 cc) podem ser campeões absolutos. Além destas estas existem as categorias C3 (Grupo X), C4 (Super Cars Ralicross ), C5 (Viaturas com homologação FIA caducada) e C6 (Clássicos).
A Rampa da Falperra pontua para o Campeonato Europeu de Montanha enquanto a Rampa da Covilhã já pontuou para o Europeu e para a Taça Internacional de Montanha da FIA.

## História
A primeira prova de subida em rampas em Portugal remonta a 10 de Junho de 1910 com a Rampa da Pimenteira, situada em Alcântara, com um percurso de 1500 m, vencida por Estevão de Oliveira Fernandes.
Desde essa data realizaram-se um pouco por todo o país diversas provas do mesmo género, como a Rampa da Falperra disputada a partir de 1927.
Em 1935 o Automóvel Club de Portugal organizou um campeonato nacional de rampas contando com as Rampas do Gradil, Santarém, Buçaco, Guimarães e do Cabo da Roca (disputada na estrada entre Colares e Cascais).
Também nesse ano realizou-se na Madeira a 1ª prova automóvel organizada na Ilha, com a colaboração técnica do ACP, a Rampa dos Barreiros.
No entanto só em 1973 a Federação Portuguesa de Automobilismo e Karting viria a atribuir os títulos de Campeão Nacional de Montanha-Turismo de Série e Turismo Especial, algo que só se voltaria a verificar em 2000, tendo até aí as rampas feito parte do Campeonato Nacional de Velocidade.
Em 2013 o Campeonato Nacional de Montanha viria a receber um novo fôlego, com a dinamização efectuada pela recém-criada Associação Portuguesa de Pilotos de Automóveis de Montanha.
Em 2014 assistiu-se a um regresso da rampas ao Campeonato Nacional de Velocidade.

## Provas
Desde 2014 o Campeonato de Nacional de Montanha é composto por 8 provas, sendo que nas duas provas internacionais (Falperra e Serra da Estrela), é acompanhado pelo Campeonato Nacional de Velocidade de 2014.
| Mês            | Prova                     | Organizador | Cidade            |
| -------------- | ------------------------- | ----------- | ----------------- |
| 26-27 Abril    | Rali da Penha             | Demo Porto  | Guimarães         |
| 10-11 Maio     | Rampa da Falperra         | CA Minho    | Braga             |
| 7-8 Junho      | Rampa da Serra da Estrela | CAMI        | Covilhã           |
| 5-6 Julho      | Rampa de Murça            | CAMI        | Murça             |
| 27-28 Julho    | Rampa da Capital do Móvel | CAMI        | Paços de Ferreira |
| 7-8 Setembro   | Rampa do Caramulo         | Targa Clube | Caramulo          |
| 20-21 Setembro | Rampa da Penha            | Demo Porto  | Guimarães         |
| 25-26 Outubro  | Rampa da Sra. da Graça    | Gondomar AS | Mondim de Basto   |

## Ligações Externas
- «Sítio oficial»
- www.fpak.pt

## Vencedoresl[1]
| Ano  | Turismo de Série         | Turismo Especial |
| ---- | ------------------------ | ---------------- |
| 1973 | Bernardo Sá Nogueira     | Francisco Fino   |
|      |                          |                  |
| Ano  | Absoluto                 | Absoluto         |
| 2000 | Manuel Ferreira da Silva |                  |
| Ano  | Categoria 1              | Categoria 2      |
| 2001 | Manuel Ferreira da Silva | António Nogueira |
| 2002 | Manuel Ferreira da Silva | António Barros   |
| 2003 | Manuel Ferreira da Silva | António Nogueira |
| 2004 | Manuel Ferreira da Silva | António Nogueira |
| 2005 | Manuel Ferreira da Silva | António Nogueira |
| 2006 | Manuel Ferreira da Silva | António Barros   |
| Ano  | Absoluto                 | Categoria 1      |
| 2007 | Pedro Salvador           | António Nogueira |
| 2008 | Pedro Salvador           | António Nogueira |
| 2009 | Pedro Salvador           | António Nogueira |
| 2010 | Paulo Ramalho            | António Nogueira |
| 2011 | Paulo Ramalho            | Joaquim Teixeira |
| 2012 | Pedro Salvador           | Martine Pereira  |
| 2013 | Tiago Reis               | António Nogueira |
| 2014 | Pedro Castañón           | António Nogueira |
| Ano  | Absoluto                 |                  |
| 2015 | João Fonseca             |                  |

## Ligações Externas
- «Sítio oficial»
- www.fpak.pt